# 끈 군
대수적 위상수학과 이론물리학에서 끈 군(-群, 영어: string group)은 스핀 군과 유사하지만, 3차 호모토피 군이 자명한 위상군이다. 이는 유한 차원 리 군으로 표현될 수 없으나, 무한 차원 프레셰 리 군으로 존재한다. 이에 대응하는 리 대수는 유한 차원의 L∞-대수로 여길 수 있다.

## 정의
임의의 콤팩트 단순 리 대수 {\displaystyle {\mathfrak {g}}}가 주어졌다고 하자. 그렇다면, 그 위에
{\displaystyle \mu \in \bigwedge ^{3}{\mathfrak {g}}^{*}}
{\displaystyle \mu (x,y,z)=K([x,y],z)}
를 정의할 수 있다. 여기서 {\displaystyle K(-,-)}는 킬링 형식이다.
끈 2-리 대수는 실수 벡터 공간으로서 다음과 같다.
{\displaystyle {\mathfrak {string}}({\mathfrak {g}})=\mathbb {R} [1]\oplus {\mathfrak {g}}}
코쥘 쌍대성에 따라서, 이에 대응되는 등급 가환 미분 등급 대수는 다음과 같다.
{\displaystyle \mathbb {R} [y]\otimes \bigwedge {\mathfrak {g}}^{*}}
{\displaystyle \deg y=2}
{\displaystyle \deg {\mathfrak {g}}^{*}=1}
이 경우, 추가된 2차 리 미분은 다음과 같다.
{\displaystyle \mathrm {d} y=\mu }
이에 대하여 대응되는 위상군을 끈 군이라고 한다. 즉, 단일 연결 콤팩트 단순 리 군 {\displaystyle G}의 경우
{\displaystyle \pi _{0}(G)=\pi _{1}(G)=\pi _{2}(G)=0}
{\displaystyle \pi _{3}(G)=\mathbb {Z} }
이므로, 이는 화이트헤드 탑
{\displaystyle \dotsb \to \operatorname {String} (G)\to G\to 0}
의 일부를 이룬다. 특히, {\displaystyle G=\operatorname {Spin} (n)}의 경우, 이는 직교군
{\displaystyle \pi _{0}(\operatorname {O} (n))=\mathbb {Z} /2}
{\displaystyle \pi _{1}(\operatorname {O} (n))=\mathbb {Z} /2}
{\displaystyle \pi _{2}(\operatorname {O} (n))=0}
{\displaystyle \pi _{3}(\operatorname {O} (n))=\mathbb {Z} }
의 화이트헤드 탑
{\displaystyle \dotsb \to \operatorname {Fivebrane} (n)\to \operatorname {String} (n)\to \operatorname {Spin} (n)\to \operatorname {SO} (n)\to \operatorname {O} (n)}
의 한 성분을 이룬다.

### 2-군으로서의 구성
일반적으로, 2-군은 다음과 같은 데이터로 구성된다.
- 군 {\displaystyle G}
- 군 {\displaystyle H}
- 군 준동형 {\displaystyle \rho \colon G\to \operatorname {Aut} (H)}
- {\displaystyle H}계수의 {\displaystyle G}의 3차 코호몰로지류 {\displaystyle \alpha \in \operatorname {H} ^{3}(G;H)}. 여기서 {\displaystyle H}는 {\displaystyle \rho }를 통하여 {\displaystyle G}-가군으로 간주한다.

이제,
{\displaystyle H=\operatorname {U} (1)}
{\displaystyle \rho \colon G\to \operatorname {Aut} (H)}
{\displaystyle \rho \colon g\mapsto \operatorname {id} _{H}}
를 생각하자. 천-사이먼스 형식으로부터, 어떤 1차원 격자
{\displaystyle \Lambda \subseteq \operatorname {H} ^{3}({\mathfrak {g}};{\mathfrak {u}}(1))}
로부터 코호몰로지 사상
{\displaystyle \Lambda \hookrightarrow \operatorname {H} ^{3}(G;\operatorname {U} (1))}
을 정의할 수 있다. 따라서, 각 정수 {\displaystyle k}에 따라서 이 데이터로 정의되는 2-군 {\displaystyle G_{k}}를 정의할 수 있다. 그러나 이 코호몰로지류는 연속 코호몰로지가 아니므로 이는 리 군을 정의하지 못한다.:Theorem 1
끈 군 {\displaystyle \operatorname {String} (G)}이 존재하며, 이는 짧은 완전열
{\displaystyle 0\to K(\mathbb {Z} ,2)\to \operatorname {String} (G)\to G\to 0}
을 갖는다. 여기서 에일렌베르크-매클레인 공간 {\displaystyle K(\mathbb {Z} ,2)}는 {\displaystyle \mathbb {P} _{\mathbb {C} }^{\infty }}로 여길 수 있다. 이 위상군은 유한 차원 리 군으로 표현될 수 없다.

### 프레셰 리 군으로서의 구성
단일 연결 단순 콤팩트 리 군 {\displaystyle G}에 대하여, 끈군 {\displaystyle \operatorname {String} (G)}는 무한 차원 프레셰 리 군으로 표현될 수 있다.
구체적으로, 임의의 무한 차원 분해 가능 힐베르트 공간 {\displaystyle H}가 주어졌다고 하자. 그렇다면, 사영 유니터리 군 {\displaystyle \operatorname {PU} (H)}에 노름 위상을 주면, 이는 {\displaystyle \operatorname {K} (\mathbb {Z} ,2)}를 이룬다. 이제, 호모토피 군
{\displaystyle \mathbb {Z} \cong \operatorname {H} ^{3}(G)}
의 생성원
{\displaystyle \alpha \in \operatorname {H} ^{3}(G)}
을 고르면, 이를 표현하는 주다발
{\displaystyle \operatorname {PU} (H)\to P\to G}
를 고를 수 있다. 또한, 망각 사상
{\displaystyle \phi \colon \operatorname {Aut} (P)\to \operatorname {Diff} (G)}
이 존재한다. 물론, 군은 스스로 위의 왼쪽 곱셈 함수
{\displaystyle {\mathsf {L}}\colon G\to \operatorname {Diff} (G)}
{\displaystyle {\mathsf {L}}_{g}\colon h\mapsto gh}
를 갖는다. 즉
{\displaystyle \operatorname {Aut} (P)\to \operatorname {Diff} (G)\leftarrow G}
이다. 그렇다면, 끈 군은 다음과 같다.
{\displaystyle \operatorname {String} (G)=\{f\in \operatorname {Aut} (P)\colon \exists g\in G\colon \phi (f)={\mathsf {L}}_{g}\}}

### 프레셰 교차 가군으로서의 구성
끈군은 프레셰 리 군으로 구성된 교차 가군으로 구성될 수도 있다. 이 교차 가군 {\displaystyle (G',H,\rho ,d)}은 구체적으로 다음과 같다.
- {\displaystyle G'=\mathrm {P} G} (매끄러운 함수 {\displaystyle [0,2\pi ]\to G}의 점별 곱셈군인 프레셰 리 군)
- {\displaystyle H={\hat {\Omega }}_{k}G} ({\displaystyle k}차 아핀 리 대수에 대응되는 프레셰 리 군)
- {\displaystyle \rho \colon G'\to \operatorname {Aut} (H)}는 경로군의, 고리군에 대한 자연스러운 켤레 작용을 아핀 리 대수로 올린 것이다.
- {\displaystyle d\colon H\to G'}는 아핀 리 군에서 고리군으로 가는 사영 사상 {\displaystyle {\hat {\Omega }}_{k}G\twoheadrightarrow \Omega G}과, 고리군에서 경로군으로 가는 포함 사상 {\displaystyle \Omega G\hookrightarrow PG}을 합성한 것이다.

## 같이 보기
- 제르브